# Anthony Grdic
Antun „Anthony“ Mile Grdic (* 23. Mai 1975 in Brisbane) ist ein ehemaliger australischer Fußballspieler.

## Karriere
Grdic wechselte zur Saison 1993/94 von Wollongong United nach Kroatien zum HNK Šibenik. In sechs Jahren in Šibenik kam er zu insgesamt 101 Einsätzen in der 1. HNL, in denen er zwei Tore erzielte. Zur Saison 1999/2000 wechselte er zum Ligakonkurrenten Hajduk Split. In eineinhalb Jahren in Split absolvierte der Verteidiger 19 Partien in der höchsten kroatischen Spielklasse. Im Januar 2001 wechselte Grdic nach China zu Zhejiang Greentown.
Nach drei Jahren in Asien kehrte er im Januar 2004 nach Kroatien zurück und schloss sich dem Zweitligisten NK Istra 1961 an. Mit Istra stieg er zu Saisonende in die 1. HNL auf. Nach zwölf Erstligaeinsätzen für Istra kehrte er im Januar 2005 zum nunmehr zweitklassigen Šibenik zurück. Zur Saison 2005/06 wechselte er innerhalb der 2. HNL zum NK Karlovac. Mit Karlovac stieg er allerdings zu Saisonende aus der zweithöchsten Spielklasse ab. Daraufhin wechselte Grdic zur Saison 2006/07 zum österreichischen Zweitligisten Kapfenberger SV. Für die Steirer kam er in einem halben Jahr zu neun Einsätzen in der zweiten Liga. In der Winterpause verließ er die KSV wieder.
Nach einem Halbjahr ohne Klub kehrte Grdic zur Saison 2007/08 nach Kroatien zurück und schloss sich dem unterklassigen NK Velebit an. Zur Saison 2009/10 wechselte er zum HNK Dinara, bei dem er in der Winterpause seine Karriere beendete.

## Persönliches
Sein Sohn Doni (* 2002) ist ebenfalls Fußballspieler.